# Ceratophyllum muricatum
Ceratophyllum muricatum là một loài thực vật có hoa trong họ Ceratophyllaceae. Loài này được Cham. miêu tả khoa học đầu tiên năm 1829.